# Ammothea uru
Ammothea uru là một loài nhện biển trong họ Ammotheidae. Loài này thuộc chi Ammothea. Ammothea uru được miêu tả khoa học năm 1977 bởi Clark.